# Ekoka !Kung
Ekoka !Kung (Ekoka !Xuun, Ekoka-!Xû, !Kung-Ekoka) ou !Xuun Ocidental (Ju Norte-Centro) é uma variante do “cluster” de dialetos da língua !Kung falados originalmente na área central da fronteira Angola-Namíbia, oeste do rio Okavango, mas desde a Guerra Civil Angolana falados também na África do Sul.

## Dialetos
Heine & Honken (2010) classificam Ekoka no ramo  Norte-Ocidental  das ǃXuun (ǃKung), onde Ekoka é equivalente ao ramo ocidental. Distinguem-se três variedades:
- Xunun Ocidental (Kung-Ekoka)
  - Tsintsabis (nativa  ǃxūún ; falada em Tsintsabis, distrito de Tsumeb, Namíbia)
  - Akhwe (nativa  ǃxūún, ǀʼākhòè ǃxòān  "Kwanyama ǃXuun"; falada em Eenhana, Namíbia)
  - "sem nome" (nativa  ǃxūún, ǃʼālè ǃxòān  "Vale ǃXuun"; falada no distrito de Eenhana, Namíbia)

Coloquem-se em seu próprio ramo, que é chamado "Ju Central-Norte":
- Norte-Central Ju (Namíbia, entre o rio Ovambo e a fronteira angolana, em torno dos afluentes do rio Okavango a leste de Rundu até o Salar de Etosha)
  - Tsintsabis
  - A'Akhwe
  - Okongo
  - Ovambo
  - Mpunguvlei

## Escrita
A língua Ekoka ǃKung usa uma forma do alfabeto latino sem as letras F, J, Q, R, V. Usam-se 45 combinações de 2 ou 3 das outras letras e há 56 símbolos para os cliques.

## Fonologia

### Consonantes
Ekoka ǃKung tem um sistema de som similar ao da língua Juǀʼhoan. No entanto, as séries de cliques palatais, [ǂ]  etc , têm uma liberação lateral fricativa. Esses são provisoriamente transcritos  [ǃ͡s], e comportam-se de forma semelhante aos cliques palatais (em vez de alveolares) em termos de não seguir a restrição de vogal posterior.
Além dos doze 'acompanhamentos' de cliques em Juǀʼhoansi, Ekoka pré-glotaliza os cliques nasais, como  / ʔᵑǃ /. Esses não são comuns entre linguisticamente, mas também são encontrados nas línguas Taa e ǂHoan.
König & Heine (2001) relatam o seguinte inventário, com os cliques analisados por Miller (2011). Uma das séries de cliques, chamada "fortis" em König & Heine, só é atestada em dois lugares de articulação; não está claro a que isto corresponde na tabela abaixo. Há também  / mb, nd, ŋɡ / pré-nasalizados em empréstimos Bantos.
|                       | Bilabial | Bilabial | Alveolar | Alveolar | Post- alveolar | Post- alveolar | Palatal | Palatal | Velar | Velar | Clique Correspondente | Clique Correspondente | Glotal | Glotal |
| --------------------- | -------- | -------- | -------- | -------- | -------------- | -------------- | ------- | ------- | ----- | ----- | --------------------- | --------------------- | ------ | ------ |
| Nasal                 |          | m mʱ     |          | n nʱ     |                |                |         | ɲ       |       | ŋ     | ᵑ̊ǃʰ                   | ᵑǃ ᵑǃʱ                |        |        |
| Oclusiva/ Africada    | p pʰ     | b bʱ     | t        | d dʱ     | tʃ tʰ          | dʒ             | tʃʰ     |         | k kʰ  | g gʱ  | ǃ ǃʰ                  | ᶢǃ ᶢǃʱ                | ʔ      |        |
| Oclusiva/ Africada    |          |          |          |          |                |                |         |         |       |       | ᵑ̊ǃˀ                   | ᵑǃˀ                   |        |        |
| Oclusiva/ Africada    |          |          | tᵡ       | dᵡ       |                |                | tʃᵡ     |         |       |       | ǃᵡ                    | ᶢǃʶ                   |        |        |
| Oclusiva/ Africada    |          |          |          |          | tʃʼ            | dʒʼ            |         | dʃᵡʼ    | kxʼ   |       | ǃ͡kxʼ                  | ᶢǃ͡kxʼ                 |        |        |
| Fricativa             |          |          |          |          | ʃ              |                |         |         | x     |       |                       |                       |        | ɦ      |
| Aproximante (Lateral) |          |          |          |          |                |                |         | j       |       | w     |                       |                       |        | ɦ      |
| Aproximante (Lateral) |          |          | l        |          |                |                |         |         |       |       |                       |                       |        |        |

/tʰ/ se apresenta como post-alveolar; cf. o epiglotalizado /tʜ/ encontrado no dialeto Juǀ'hoan,embora isso possa ser um erro de alinhamento. Similarlmente, /tʃʰ/ se apresenta como palatal quando junto com /tʃᵡ, dʃᵡʼ/ e um contraste com a post-alveolar /tʃ/.
Mais recentemente, Heine & König descobriram que Ekoka! Kung também tem uma série de consoantes nasais pré-glotalizadas, incluindo cliques nasais pré-glotalizados:; :/ˀm, ˀn, ˀᵑǀ, ˀᵑǃ, ˀᵑǂ, ˀᵑǁ/

### Vogais
Ekoka tem um conjunto completo de vogais modais e murmuradas (sopradass), bem como vogais posteriores faringealizadas e um conjunto reduzido de modais, murmuradas e faringelizadas vogal nasal:
"eu e um o u - eh ah ah uh - aq oq uq - em um un - ahn ohn - aqn oqn uqn 
Contrastes fonêmicos em Ekoka incluem:* Clique pulmônico - twa terminar vs ǂwa imitar
- - Pulmônicas
    - Sonora - Tenuis não aspirada - Tenuis aspirada oclusuva: da pele, ta laranja seivagem, tʰa ferrão da abelha
    - Sonora - Tenuis não aspirada - Tenuis aspirada - ejetiva africada: djau expressão de surpresa, tca buscar', t͡sʰe semana, tcʼa despejar
    - Sonora - Tenuis fricativa: za insultar sexualmente, se ver

  - Consoantes cliques
    - Sonora não aspirada - Sonora aspirada: ɡǃaĩ  cobra hognose, ɡǃʰeĩ 'árvore
    - Tenuis não aspirada - Tenuis aspirada: ǃẽ ruído, ǃʰã saber
    - Não africada – liberação africada: ǃo atrás, ǃxo elefantet
    - Plana – liberação glotalizada: ǃábí enrolar um cobertor, ǃˀàbú rifle
    - Plana - nasalizada: ǀi rinoceronte, nǀi sentar
- Vogais
  - Plana - nasalizada ɡǃa chuva, ɡǃã vermelho
  - Plana - faringealizada: nǀom lebre primaveril, nǀo̱m grande falador
  - Curta - longa: ǀu jogar, ǀuː colocar

## Tipologia
Linguisticamente, ǃKung é geralmente denominado como língua não-aglutinante, significando que os significados das palavras são alterados pela adição de outras palavras separadas, ao invés da adição de afixos ou da mudança da estrutura da palavra. Existem alguns sufixos - por exemplo, os plurils distributivos são formados com o sufixo substantivo  '-si'  ou  '-mhi' , mas no significado principal é dado apenas por uma série de palavras e não por agrupamento de afixos.
ǃKung não distingue plural formal, e os sufixos  '-si'  e  '-mhi'  são opcionais em uso. A ordem das palavras numa frase é advérbio – sujeito – verbo – objeto e, neste, é semelhante ao português: “a cobra morde o homem” é representada por  'ǂʼaama nǃei zhu'  ('  ǂʼaama  '- cobra,'  nǃei  '- morder,'  zhu  '- homem). ǃ Kung-ekoka usa contornos de tons de palavras e frases, e tem um vocabulário muito bem diferenciado para os animais, plantas e condições nativas do deserto de Kalahari, onde o idioma é falado. Por exemplo, o gênero de planta  Grewia  é referido por cinco palavras diferentes, representando cinco espécies diferentes desse gênero.